# Campagnac-lès-Quercy
Campagnac-lès-Quercy település Franciaországban, Dordogne megyében. Lakosainak száma 324 fő (2022. január 1.). Campagnac-lès-Quercy Daglan, Besse, Bouzic, Florimont-Gaumier, Marminiac, Salviac és Saint-Pompon községekkel határos.

## Népesség
A település népességének változása:
| Lakosok száma | 395  | 316  | 305  | 307  | 289  | 282  | 304  | 319  | 321  | 324  |
|               | 1968 | 1982 | 1990 | 2006 | 2013 | 2015 | 2017 | 2019 | 2020 | 2022 |